# Lyciella compsella
Lyciella compsella is een vliegensoort uit de familie van de Lauxaniidae. De wetenschappelijke naam van de soort is voor het eerst geldig gepubliceerd in 1903 door Hendel.